# Mapita Cortés
María del Pilar Cordero Mercado, mais conhecida como Mapita Cortés (San Juan, 4 de agosto de 1939 – Cidade do México, 1 de janeiro de 2006), foi uma atriz porto-riquenha de cinema e de telenovelas que atuava no México.

## Filmes
- Vacaciones en Acapulco (1961)
- Poker de reinas (1960)
- Dormitorio para señoritas (1960)
- Variedades de medianoche (1960)
- Escuela de verano (1959)
- Misterios de ultratumba (1959) como Patricia Aldama
- Señoritas (1959)
- La edad de la tentación (1959)
- Tres lecciones de amor (1959)
- Mil y una noches (1958)
- Los tres vivales (1958)